# 50 Cent
50 Cent (n. 6 iulie 1975, South Jamaica⁠(d), New York, SUA) este un rapper american, pe numele său adevărat Curtis James Jackson III, născut în Queens (New York). A ajuns cunoscut în întreaga lume prin albumul său de debut, Get Rich Or Die Tryin', care, împreună cu cel de-al doilea album al său, The Massacre, s-au vândut în peste 21 de milioane de exemplare, câștigând numeroase distincții.
Născut în Jamaica de Sud, Queens (un cartier din New York), 50 Cent a început să facă trafic de droguri la vârsta de 12 ani, în epidemia de droguri din '80 (crack epidemic). După ce a renunțat la lumea drogurilor pentru a urma o carieră în hip-hop, a fost împușcat de 9 ori, în anul 2000. După ce a lansat albumul "Guess Who's back?" în anul 2002, 50 Cent a fost descoperit de către Eminem și a semnat cu Interscope Records. Cu ajutorul lui Eminem și Dr. Dre - care a produs primul său mare succes comercial - a devenit unul dintre cei mai bine vânduți rapperi din lume. În anul 2003, a fondat casa sa de discuri G-Unit Records, unde au semnat artiști de succes ca Young Buck, Lloyd Banks, și Tony Yayo.
50 Cent s-a angajat în dispute cu rapperi ca Ja Rule, The Game și Fat Joe. De asemenea, a intrat și în cinematografie , apărând în semi-autobiograficul Get Rich or Die Tryin' în 2005, Home of The Brave în 2006, și urmând ca în 2008 în Righteous Kill.

## Viață și carieră muzicală

### Trecutul său
50 Cent a crescut în South Jamaica, Queens - New York City. A fost crescut de mama sa, Sabrina, care l-a născut la vârsta de 15 ani, în absența tatălui. Sabrina, o traficantă de droguri, l-a crescut pe Jackson până a împlinit vârsta de 8 ani, când a fost omorâtă - 1983.La 23 de ani în momentul respectiv, și-a pierdut cunoștința după ce băutura sa i-a fost otrăvită. A fost lăsată să moară cu gazul pornit și ferestrele închise. După moartea ei, Jackson a fost mutat la bunicii săi alături de cei 8 unchi și mătuși ale sale. Își aduce aminte: "Bunica mea mi-a zis,'Mama ta nu se mai întoarce acasă. Nu se mai întoarce să te ia de aici.Vei sta cu noi de acum înainte'. Atunci am început să mă obișnuiesc cu viața de stradă cât de cât. Jackson a crescut cu verișorul său mai tânăr, Michael Francis, care a căpătat porecla "25 cent". Francis cântă rap sub numele de scenă "Two Five".
Jackson a început să boxeze la vârsta de 11 ani.La 14 ani, un vecin a deschis o sală de box pentru tinerii din zonă. " Când nu eram la școală, mă antrenam la sală, sau vindeam droguri", își aduce aminte. La mijlocul anilor '80, a intrat în competiția Olimpică de Juniori ca boxer amator. Își amintește:" Am fost competitiv în ring, și hip-hopul este competitiv de asemenea...Cred că rapperii se antrenează și ei ca boxerii, pentru ca ei să se simtă ca și cum ar fi campionii". La vârsta de 12 ani, Jackson a început să facă trafic de narcotice când bunicii săi credeau că este la școală după-masă. Ducea, de asemenea, și arme și droguri la școală. În clasa a XI -a, a fost prins de detectoarele de metal la Liceul "Andrew Jackson"- A declarat la un moment dat, " M-am simțit jenat că am fost arestat în acel mod... După ce am fost arestat, am renunțat să mă mai ascund.Îi spuneam bunicii(foarte deschis), "Vând droguri". În 29 iunie 1994, Jakcson a fost arestat pentru complicitate la vinderea de "bile" de cocaină unui ofițer de poliție. A fost arestat din nou, 3 săptămâni mai târziu când poliția i-a percheziționat casa și a găsit heroină, zece doze de cocaină, și o armă. A fost condamnat la o pedeapsă de la 3 la 9 ani de închisoare, dar a reușit să ispășească șase luni în temniță, unde a reușit să primească și diploma de absolvire a liceului. Jackson a declarat că nu a consumat cocaină, doar a vândut-o. A început să folosească porecla 50 Cent, ca o metaforă pentru "schimb- schimbare"( mărunțiș în limba curentă). Numele a fost luat de la Kelvin Martin, un jefuitor al anilor '80, cunoscut sub numele de "50 Cent".Jackson a ales această poreclă "pentru că spune vorbește de la sine. Sunt același tip de persoană cum era 50 Cent.Mă descurc prin orice mijloc necesar."

### 1996-2000: Începutul carierei
50 cent a început să cânte rap în subsolul unui prieten unde a folosit platanele pentru a înregistra instrumentalele. Iar în 1996, un prieten de-al său i-a făcut cunoștință cu Dance Andrey de la Run-Dmc, care de abia își organiza brandul său, Jam Master Jay Records. Jay l-a învățat cum să numere măsurile, să scrie refrenele, structura cântecelor, și cum să producă un album. Prima apariție oficială a lui 50 Cent a fost într-o melodie pe nume "React" a formației Onyx, melodie care a fost inclusă pe albumul lor "Shut 'em down" din 1998.I-a dat credit lui Master Jay pentru influența care a avut-o asupra abilității sale de-a compune piese de succes. Jay a produs primul album al lui 50 Cent, care nu a fost niciodată lansat. În 1999, după ce a plecat de la Jam Master Jay, a fost remarcat de producătorii Trackmasters (înregistrați cu vânzări acreditate cu discul de platină), ulterior semnând un contract cu o casa de discuri de renume - Columbia Records. L-au trimis într-un studio în New York, unde a înregistrat 36 de melodii în 2 săptămâni. Optsprezece din ele au fost incluse pe albumul său neoficial lansat, "Power of the Dollar" în anul 2000. 
Popularitatea lui 50 Cent a început după lansarea single-ului de succes și-n același timp controversat, "How to Rob", care l-a compus în jumătate de oră în drum spre studio. Piesa explică, într-un mod comic, cum ar jefui el artiști famoiși. A explicat ideea care se află la baza piesei : "Sunt mulți artiști la acest label, trebuie să te separi de ceilalți într-un fel sau altul pentru a deveni relevant". Rapperii Jay-Z, Big Pun, Dmx, și Wu-Tang Clan au replicat, iar Nas, care a primit piesa pozitiv, l-a invitat pe 50 Cent într-un turneu care promova albumul său "Nostradamus". Single-ul care urma să fie lansat era "Thug Love",în colaborare cu Destiny's Child, însă cu două zile înainte de a fi filmat videoclipul, 50 Cent a fost împușcat și internat în spital datorită rănilor suferite.

### 2000-2001: 9 împușcături
Pe 24 mai 2000, 50 Cent a fost atacat de un ucigaș, presupus a fi Darrzl "Hommo" Baum, în fața casei bunicii lui, fosta locuință a sa în South Jamaica, Queens. A intrat în mașina unui prieten, dar a fost chemat să intre în casă pentru a lua niște bijuterii. Fiul său se afla în casă, în timp ce bunica lui era în grădina din față. În partea din spate a mașinii, a mai parcat o mașină. Un asasin s-a apropiat de partea stângă a mașinii, cu un pistol de 9mm, și a tras 9 focuri de armă de la o distanță mică. A fost împușcat de nouă ori : în palmă,în braț, șold, piept, ambele picioare și partea stângă a obrazului. Rezultatul rănii de pe față a fost pierderea unei măsele de minte, și o mică degenerare a vocii. Prietenul său a suferit o rană de pe urma unei împușcături. Au fost duși la spital unde 50 Cent a stat treisprezece zile. Presupusul atacator, Darryl Baum, a fost omorât trei săptămâni mai târziu. Darryl Baum a fost atât prieten apropiat a lui Mike Tyson cât și bodyguard.
Mike Tyson a oferit 50.000 de $ pe capul a doi membri a unei bande violente, suspectată că ar fi implicată în crima lui Darryl Baum. Afirmația a fost făcută de către Dwayne Meyers, un alt membru al "Cash Money Brothers", o bandă de stradă din Brooklyn, care a fost acuzată de trafic de droguri, răpiri și crime.Meyers, împreună cu alți membri ai CMB, au fost acuzați în 2005, pentru trafic de droguri și crimă, a depus mărturie la procesul lui Abubar Raheem.Raheem a fost acuzat că a condus o mașină de fugă după două reglări de conturi, soldate cu victime.
50 Cent își aduce aminte:" Totul se-ntâmplă atât de repede încât nu ai timp să tragi înapoi...Mi-a fost teamă tot timpul...Mă uitam în oglinda retrovizoare și-mi spuneam: "La naiba, cineva m-a împușcat în față! Ustură,ustură,ustură." În memoriul său "From Pieces to weight:Once upon a Time in Southside Queens, a scris, "După ce am fost împușcat de nouă ori de la o distanță mică și nu am murit, am început să cred că trebuie să am un scop în viață... Cât rău ar fi putut să facă acel glonț în acea direcție?Un centimetru în stânga sau dreapta și m-aș fi dus."
A folosit un scaun cu rotile în primele șase luni și a recuperat în totalitate în cinci luni. Când a plecat din spital, a stat în Poconos cu prietena lui de atunci și fiul lor. Regimul său de recuperare l-a ajutat să-și clădească fizicul său muscular.
În perioada cât a stat în spital a semnat un contract cu Columbia Records. Totuși, înțelegerea s-a anulat, și a fost pus pe lista neagră în industria muzicală după ce s-a aflat că a fost împușcat. Nereușind să găsească un studio cu care să lucreze în S.U.A, a călătorit în Canada. Împreună cu partenerul său de afaceri Sha Money XL, a înregistrat peste treisprezece piese pentru casete, cu scopul de a-și face o reputație.Popularitatea lui 50 Cent a început să crească în 2002, când a lansat materiale independent pe casete "Guess who's back". Începând să atragă interes, și acum sprijinit de G-unit, 50 Cent a continuat să înregistreze piese. Au lansat casete, "50 cent is the future", fiind un cover după materialul lui Jay-Z și Saadiq.

### 2002–prezent: Drumul spre succes
În 2002, Eminem a ascultat o copie a albumului "Guess Who's Back?". A primit Cd-ul prin intermediul avocatului lui 50 Cent, care lucra cu managerul lui Eminem - Paul Rosenberg. Impresionat de album, Eminem l-a invitat pe 50 Cent în Los Angeles, unde i-a făcut cunoștință cu Dr.Dre. După ce a semnat un contract de 1 milion de dolari, 50 Cent a lansat un mixtape "No mercy, No Fear". Conținea o piesă nouă "Wanksta", care a fost inclusă pe soundtrackul lui Eminem "8 mile". A semnat cu firma de management a lui Crhis Lighty, "Violator Management" și Sha Money XL Group.
În februarie 2003, 50 Cent a lansat albumul său de debut "Get Rich or Die Tryin". Allmusic l-a descris ca fiind "probabil albumul care a atras cel mai mult interes în ultimul deceniu”. Revista Rolling Stone l-a remarcat pentru “stilul său negru rutinat, claviatura atractivă și timidul rimt expulzat”. Cu 50 Cent complimentând producția ca fiind „una care nu va înregistra insucces, un flow demn care te ține în suspans". A debutat numărul 1 în Billboard 200, având vânzări de 872,000 de exemplare în primele patru zile. Single-ul „In da club”, a fost remarcat pentru faptul că a întrecut recordul Billboard ca fiind cel mai ascultat cântec la radio din istorie, în prima săptămână.
Interscope i-a acordat lui 50 Cent propriul său label, G-unit Records, în anul 2003. Astfel, au semnat Lloyd Banks, Tony Yayo, și Young Buck, ca membrii fondatori ai G-unit. The Game a semnat mai târziu, după ce semnase cu Aftermath Entertaiment a lui Dr.Dre. În martie 2005, al doilea album a lui 50 Cent, "The Massacre", a vândut 1,14 milioane de copii în primele patru zile - cel mai mare ciclu de vânzări - și a prins numărul 1 în Billboard 200, pentru șase săptămâni.A devenit primul artist solo care a avut trei single-uri în Billboard top 5 în aceeași săptămână, cu "Disco Inferno", "Candy Shop" și "How we do". Rolling Stone a scris că „arma secretă a lui 50 Cent este vocea sa - sunetul înșelător - amator se desfășoară pe aproape fiecare refren. 
După plecarea lui The Game, 50 cent a semnat un contract cu Olivia și veteranii rap, Mobb Deep, pentru G-unit Records, Spider Loc, M.O.P, și mai târziu Hot Rod. 50 cent și-a manifestat interesul de a lucra cu rapperi din afara grupului G-unit, rapperi ca Lil' Scrappy de la BME, LL Cool J de la Def jam, Mase de la Bad Boy, și Freeway de la Roc-a-Fella, cu care a și înregistrat. În septembrie 2007, a lansat al treilea său album, "Curtis", care a fost inspirat din viața sa de dinaintea lansării albumului "Get rich or die tryin'. A debutat numărul 2 în Billboard 200, având vânzări de 691,000 de unități în prima săptămână, după Kenye West "Graduation", cu care era în competiție pentru vânzări, albumele lor fiind lansate în aceeași zi. A confirmat la TRL pe 10 septembrie 2008, că cel de-al patrulea album al său, "Before i self distruct va fi gata și lansat în noiembrie".

## Nominalizări la premii muzicale
| Categorie                                  | Piesă/Album           | An   | Distincție  |
| ------------------------------------------ | --------------------- | ---- | ----------- |
| Best Rap Album Rap                         | The Massacre          | 2006 | Nominalizat |
| Best Rap Performance By a Duo or Group Rap | Hate It or Love It    | 2006 | Nominalizat |
| Best Rap Performance By a Duo or Group Rap | Encore                | 2006 | Nominalizat |
| Best Rap Solo Performance Rap              | Disco Inferno         | 2006 | Nominalizat |
| Best Rap Song Rap                          | Candy Shop            | 2006 | Nominalizat |
| Best Rap Song Rap                          | Hate It or Love It    | 2006 | Nominalizat |
| Best New Artist                            | General 50 Cent       | 2004 | Nominalizat |
| Best Male Rap Solo Performance Rap         | In Da Club            | 2004 | Nominalizat |
| Best Rap Performance By a Duo or Group Rap | Magic Stick           | 2004 | Nominalizat |
| Best Rap Song Rap                          | In Da Club            | 2004 | Nominalizat |
| Best Rap Album Rap                         | Get Rich or Die Tryin | 2004 | Nominalizat |

## Discografie
Articol principal: Discografia lui 50 Cent
Albume de studio
- Get Rich or Die Tryin' (2003)
- Beg for Mercy (2003) (cu G-Unit)
- The Massacre (2005)
- Curtis (2007)
- T·O·S (Terminate on Sight) (2008) (cu G-Unit)
- Before I Self Destruct (2009)
- Animal Ambition (2014)
- Street King Immortal (2014)

### Single-luri
| An      | Melodie                                                             | Billboard Hot 100\|US Hot 100 | R&B/Hip-Hop Tracks chart\|US R&B/ Hip-Hop | Rap Tracks chart\|US Rap | UK Singles Chart\|UK Singles | Hot Ring Tones | Album                                                     |  |
| ------- | ------------------------------------------------------------------- | ----------------------------- | ----------------------------------------- | ------------------------ | ---------------------------- | -------------- | --------------------------------------------------------- |  |
| 1998    | "How To Rob" (featuring The Madd Rapper)                            | 31                            | 62                                        | 24                       | -                            | 26             | In Too Deep(soundtrack)                                   |  |
| 1998/99 | "Your Life's on the Line"                                           | 11                            | 23                                        | 37                       | -                            | 5              | Power of the dollar/Guess whos back                       |  |
| 2000/01 | "Heat"                                                              | 1                             | 11                                        | 17                       | -                            | 37             | Get Rich or Die Tryin/Guess whos back'                    |  |
| 2001    | "Wanksta"                                                           | 13                            | 4                                         | 3                        | -                            | 1              | 8 Mile Soundtrack/Guess Who's back/Get rich or die tryin' |  |
| 2001    | "Realest Niggas" (F. Notorious BIG)                                 | 21                            | 30                                        | 21                       | -                            | 7              | Bad Boys II Soundtrack/Gods plan                          |  |
| 2001    | "What Up Gangsta"                                                   | 12                            | 26                                        | 16                       | -                            | 3              | Get Rich or Die Tryin'                                    |  |
| 2001    | "Patiently Waiting" (f. Eminem)                                     | 1                             | 56                                        | 27                       | -                            | 1              | Get Rich or Die Tryin'                                    |  |
| 2001    | "Back Down"                                                         | 1                             | 24                                        | 18                       | -                            | 39             | Get Rich or Die Tryin'                                    |  |
| 2001/02 | "In da club"                                                        | 1                             | 1                                         | 1                        | 1                            | 1              | Get Rich or Die Tryin                                     |  |
| 2002    | "21 Questions" (featuring Nate Dogg)                                | 1                             | 1                                         | 1                        | 2                            | 3              | Get Rich or Die Tryin                                     |  |
| 2003    | "Many Men (Wish Death)"                                             | 3                             | 2                                         | 21                       | -                            | 35             | Get Rich or Die Tryin                                     |  |
| 2002/03 | "P.I.M.P."                                                          | 3                             | 2                                         | 1                        | -                            | 16             | Get Rich or Die Tryin                                     |  |
| 2003    | "If I Can't"                                                        | 76                            | 34                                        | 15                       | 3                            | 1              | Get Rich or Die Tryin                                     |  |
| 2005    | "Disco Inferno"                                                     | 3                             | 1                                         | 3                        | -                            | 3              | The Massacre                                              |  |
| 2005    | "Candy Shop" (featuring Olivia)                                     | 1                             | 1                                         | 1                        | 1                            | 1              | The Massacre(originally of mixtape)                       |  |
| 2005    | "Piggy Bank"                                                        | 88                            | 64                                        | 15                       | -                            | 11             | The Massacre                                              |  |
| 2005    | "Just a Lil Bit"                                                    | 3                             | 3                                         | 1                        | 3                            | 1              | The Massacre                                              |  |
| 2005    | "Outta Control" (Original Album Version)                            | 92                            | 15                                        | 26                       | -                            | 9              | The Massacre                                              |  |
| 2005    | "Outta Control (Remix)" (featuring Mobb Deep)                       | 34                            | 11                                        | 5                        | 3                            | 3              | The Massacre [Special Edition]                            |  |
| 2005    | "Hustler's Ambition"                                                | 65                            | 64                                        | 6                        | 13                           | 1              | Get Rich Or Die Tryin' (soundtrack)                       |  |
| 2005    | "Window Shopper"                                                    | 20                            | 14                                        | 9                        | 11                           | 1              | Get Rich or Die Tryin' (soundtrack)                       |  |
| 2005/06 | "Have a Party" (Mobb Deep featuring 50 Cent & Nate Dogg)            | 1                             | 3                                         | 27                       | -                            | 6              | Get Rich or Die Tryin' (soundtrack)-Blood Money           |  |
| 2006    | "Best Friend (Remix)" (Featuring Olivia)                            | 35                            | 22                                        | 10                       | -                            | 3              | Get Rich or Die Tryin' (soundtrack)/Behind closed doors   |  |
| 2006    | "I'll Whip Ya Head Boy"                                             | 8                             | 74                                        | 33                       | -                            | 88             | Get Rich or Die Tryin' (soundtrack)                       |  |
| 2006    | "You Don't Know" (Eminem Featuring 50 Cent, Ca$his and Lloyd Banks) | 1                             | 2                                         | TBA                      | TBA                          | TBA            | Eminem Presents The Re-Up                                 |  |
| 2006    | "Funeral Music"                                                     | -                             | -                                         | -                        | -                            | -              | Buck the World                                            |  |
| 2006    | "Straight to the Bank""                                             | TBA                           | 45                                        | TBA                      | TBA                          | TBA            | Curtis S.S.K.                                             |  |
| 2008    | "Get up""                                                           | 44                            | 35                                        | 10                       | -                            | -              | Before i self distruct                                    |  |